# 錫斯山
77°34′S 166°17′E / 77.567°S 166.283°E
錫斯山（英語：Mount Cis），是南極洲的湖泊，位於羅斯島西部，處於巴恩角東北面2公里，海拔高度184米，由英國南極名稱諮詢委員會以地理學家命名，現時由南極條約體系管理。